# Memoriał Huberta Jerzego Wagnera 2022
Memoriał Huberta Jerzego Wagnera 2022 – 19. edycja turnieju siatkarskiego, która odbyła się w dniach 18–20 sierpnia 2022 roku.

## Uczestnicy
- Polska
- Iran
- Argentyna
- Serbia

## Tabela
| Lp. | Drużyna   | Pkt | Mecze | Mecze   | Mecze   | Sety | Sety | Sety  | Małe punkty | Małe punkty | Małe punkty |
| Lp. | Drużyna   | Pkt | M     | W (3:2) | P (2:3) | wyg. | prz. | ratio | zdob.       | str.        | ratio       |
| --- | --------- | --- | ----- | ------- | ------- | ---- | ---- | ----- | ----------- | ----------- | ----------- |
| 1   | Polska    | 9   | 3     | 3 (0)   | 0 (0)   | 9    | 0    | MAX   | 229         | 192         | 1.193       |
| 2   | Argentyna | 4   | 3     | 1 (0)   | 2 (1)   | 5    | 7    | 0.714 | 262         | 267         | 0.981       |
| 3   | Iran      | 3   | 3     | 1 (1)   | 2 (1)   | 5    | 8    | 0.625 | 271         | 294         | 0.922       |
| 4   | Serbia    | 2   | 3     | 1 (1)   | 2 (0)   | 4    | 8    | 0.500 | 262         | 271         | 0.967       |

Źródło: fundacjawagnera.pl
Punktacja: 3:0 i 3:1 – 3 pkt; 3:2 – 2 pkt; 2:3 – 1 pkt; 1:3 i 0:3 – 0 pkt
Zasady ustalania kolejności: 1. liczba punktów; 2. liczba zwycięstw; 3. stosunek setów; 4. stosunek małych punktów; 5. bilans w bezpośrednich meczach

## Wyniki
| Data  | Godz. | Drużyna 1 | Wynik | Drużyna 2 | 1     | 2     | 3     | 4     | 5     | Widzów | * |
| ----- | ----- | --------- | ----- | --------- | ----- | ----- | ----- | ----- | ----- | ------ | - |
| 18.08 | 17:30 | Argentyna | 3:1   | Serbia    | 25:21 | 19:25 | 25:22 | 25:18 |       |        |   |
| 18.08 | 20:00 | Polska    | 3:0   | Iran      | 25:19 | 29:27 | 25:17 |       |       |        |   |
| 19.08 | 17:30 | Iran      | 2:3   | Serbia    | 21:25 | 25:20 | 20:25 | 26:24 | 10:15 |        |   |
| 19.08 | 20:00 | Polska    | 3:0   | Argentyna | 25:22 | 25:22 | 25:18 |       |       |        |   |
| 20.08 | 16:00 | Argentyna | 2:3   | Iran      | 21:25 | 25:22 | 25:19 | 22:25 | 13:15 |        |   |
| 20.08 | 18:30 | Polska    | 3:0   | Serbia    | 25:22 | 25:23 | 25:22 |       |       |        |   |

## Nagrody indywidualne
Zestawienie:
| Najlepszy zawodnik (MVP) | Najlepszy atakujący | Najlepszy blokujący | Najlepszy rozgrywający | Najlepszy przyjmujący | Najlepszy zagrywający | Najlepszy libero |
| ------------------------ | ------------------- | ------------------- | ---------------------- | --------------------- | --------------------- | ---------------- |
| Jakub Kochanowski        | Ezequiel Palacios   | Jakub Kochanowski   | Marcin Janusz          | Kamil Semeniuk        | Saber Kazemi          | Nikola Peković   |